# Open di Francia 2020 - Quad doppio
Dylan Alcott e David Wagner erano i detentori del titolo, ma hanno scelto di partecipare rispettivamente con Andy Lapthorne e Sam Schröder.
In finale Schröder e Wagner hanno sconfitto Alcott e Lapthorne con il punteggio di 4-6, 7-5, [10-8].

## Tabellone

### Legenda
| - Q = Qualificato - WC = Wild card - LL = Lucky loser | - ALT = Alternate - SE = Special Exempt - PR = Protected Ranking | - w/o = Walkover - r = Ritirato - d = Squalificato |

|  | Finale                      |                             |   |   |      |  |
|  |                             |                             |   |   |      |  |
|  | Dylan Alcott Andy Lapthorne | Dylan Alcott Andy Lapthorne | 6 | 5 | [8]  |  |
|  | Sam Schröder David Wagner   | Sam Schröder David Wagner   | 4 | 7 | [10] |  |